# Jádson
Jádson Rodrigues da Silva (Brazília, Londrina, 1983. október 5.), becenevén Jádson, brazil labdarúgó, aki a brazil labdarúgó-bajnokságban a EC Vitória csapatában játszik. A támadó középpályás poszton játszó labdarúgó fő erősség, a brazil labdarúgókra jellemző magabiztos és technikás labdakezelés.
Pályafutását a brazil élvonalban szereplő Clube Atlético Paranaense együttesében kezdte. Curitiba városából igazolt Ukrajnába, a Sahtarhoz 2005-ben.
Az ő góljával nyert az ukrán csapat a 2009-es UEFA-kupa-döntőben. A mérkőzés hosszabbításában, a 97. percben, ő szerezte a döntő találatot a német SV Werder Bremen ellen.

## Sikerei, díjai
- Ukrán bajnokság: 2004–05, 2005–06, 2007–08
- Ukrán kupa: 2008
- Ukrán szuperkupa: 2008
- UEFA-kupa: 2009